# Eat Bulaga!
Eat Bulaga! (перевод. Ешь Булага!; стилизовано под Eat... Bulaga!) — старейшее филиппинское дневное развлекательное шоу, которое в настоящее время транслируется на TV5 и одновременно транслируется на RPTV. Первоначально ведущие Тито Сотто, Вик Сотто и Джоуи де Леон, известные под общим названием TVJ, с Чики Холлманном и Ричи Д'Хорси, премьера шоу состоялась 30 июля 1979 года на Radio Philippines Network. Ешьте Булага! в настоящее время продюсируется TVJ Productions, Inc., его возглавляют братья Сотто и Де Леон со своими соведущими Алланом К., Хосе Манало, Уолли Байолой, Паоло Баллестеросом, Райаном Агонсильо, Риззой Мэй Дизон, Мэн Мендоса, Майлз Окампо, Каррен Эйструп и Аташа Мулах, известные под общим прозвищем «Legit Dabarkads» («Легит Дабаркадс»).

## История

### RPN (1979-1989)
Компания Production Specialists, Inc., принадлежащая Ромео Джалошосу-старшему, пришла в голову идея создать полуденное шоу для Radio Philippines Network. Антонио Тувьера заявил, что Тито Сотто, Вик Сотто и Джоуи де Леон, известные под общим псевдонимом TVJ, будут «идеальными» ведущими шоу. На встрече в InterContinental Manila Тувьера сделал им предложение, которое было принято. Де Леон придумал термин «Eat Bulaga» в качестве названия шоу и владеет авторскими правами на него.
Eat... Bulaga! Премьера состоялась 30 июля 1979 года, пилотный эпизод был снят в RPN Live Studio 1 в Бродкаст-Сити, Кесон-Сити. Чики Холлманн и Ричи Д'Хорси также были хозяевами. Музыкальная тема была написана Виком Сотто совместно с Винсентом Ди Бунсио и Панчо Оппусом и музыкально аранжирована Гомером Флоресом. В течение первых нескольких месяцев шоу оно было на грани отмены из-за конкуренции и нехватки рекламодателей, несмотря на то, что расценки на рекламу были снижены до 750 фунтов стерлингов, а ведущим не платили зарплату более года.
Де Леон рассказал, что он и братья Сотто не подписывали контракт с шоу, когда им предложили стать ведущими. Вик Сотто заявил, что принял предложение и остановится, как только у него появятся деньги на покупку личного автомобиля. Де Леон также сообщил, что шоу должно было стать краткосрочной работой. Через два года Тито Сотто, Вик Сотто и де Леон решили остаться в шоу. Шоу получило рейтинговый статус в 1980 году с отрывком «Mr. Macho». Production Specialists обанкротились и были распущены где-то в июле 1980 года, а производство шоу позже было передано TAPE, Inc. 7 июля 1981 года. В 1982 году Кони Рейес присоединился к шоу в качестве нового ведущего.
Во время революции народной власти шоу было прекращено с 27 февраля 1986 года по 1 марта 1986 года, поскольку передатчик РПН был отключен. В 1987 году к шоу присоединилась Айза Сегерра после «Маленькой Мисс Филиппины». Шоу покинуло Broadcast City 2 декабря 1987 года и перенеслось на Celebrity Sports Plaza в Кесон-Сити 3 декабря 1987 года. Сеть также страдала от периодической смены руководства, что привело к решению Тони Тувьеры провести переговоры с тогда еще молодой сетью. ABS-CBN в конечном итоге перенесет шоу.

### ABS-CBN (1989-1995)
В 1989 году «Eat... Bulaga!» перешел в ABS-CBN по соглашению о совместном производстве из-за проблем, вызванных секвестром РПН. 18 февраля 1989 года состоялась премьера шоу на канале ABS-CBN, которое было поставлено в Araneta Coliseum со специальным телешоу под названием «Eat... Bulaga!: Moving On». После перевода на ABS-CBN шоу начало транслироваться из ABS-CBN Studio 1 в Радиовещательном центре ABS-CBN. Во время особых случаев шоу им было разрешено использовать Студию 2 сети в качестве места проведения. Десятая годовщина шоу состоялась 23 сентября 1989 года в Araneta Coliseum. В 1991 году Руби Родригес и Рио Диас стали постоянными соведущими. В 1994 году ABS-CBN попыталась приобрести права на трансляцию шоу у TAPE Inc., но Антонио Тувьера и Малу Чоа-Фагар отклонили это предложение, в результате чего сеть предъявила шоу ультиматум о выходе из сети в январе 1995 года.

### GMA (1995-2024)
В 1994 году шоу переехало из ABS-CBN Studio 1 в Celebrity Sports Plaza, готовясь к его передаче в сеть GMA. Подписание контракта между TAPE Inc. и представителями GMA состоялось в Макати Шангри-Ла, Манила, 19 января 1995 года. Премьера шоу состоялась на канале GMA Network 28 января 1995 года в телевизионном специальном выпуске под названием «Eat... Bulaga!: The Moving!».
Тони Роуз Гайда, Аллан К., Саманта Лопес и Фрэнсис Магалона стали ведущими в 1995 году, а Анджо Юллана - в 1998 году. В 2000 году Eat Bulaga! стала первой дневной эстрадной программой, получившей миллионы призов в своем сегменте «Лабан о Бави», мгновенно завоевав популярность среди зрителей. С другой стороны, к шоу присоединился Уолли Байола, но изначально он был выбран на роль закадрового шута-ведущего, который развлекал аудиторию студии во время рекламных пауз и объявлял вступления к сегментам шоу. В мае 2001 года Магалона был отстранен от шоу после ареста за хранение наркотиков, и Янно Гиббс заменил его, а Паоло Бальестерос присоединился к шоу в качестве соведущего сегмента U-Bet, конкурса студентов университета, который проводился в отдаленных местах с участием Дерек Рамзи и Фемела Баранда посещают кампусы по всей стране. В 2002 году Магалона вернулась в шоу после оправдания и реабилитации, а рейтинги выросли благодаря популярности SexBomb Dancers и «Sige!!! Ano...Kaya Mo?!? Sakmo!» сегмент. В 2003 году Хосе Манало стал постоянным соведущим шоу после того, как работал ассистентом продюсера и директором сцены в 1994 и 1999 годах соответственно. Празднование 25-летия шоу транслировалось 19 ноября 2004 года с Expo Pilipino. Он выиграл специальный выпуск «Лучшее развлечение (разовое / ежегодное)» на церемонии вручения премии азиатского телевидения в Сингапуре 1 декабря 2005 года. Презентация под названием Eat Bulaga! Silver Special транслировался 27 и 29 ноября 2004 года.
В 2006 году SexBomb Girls покинули шоу из-за спора с продюсерами шоу, и их заменили EB Babes. В марте 2007 года SexBomb Girls вернулись на шоу, но ушли навсегда в 2011 году, в то время как EB Babes оставались постоянными участниками шоу до 2019 года. В сентябре 2007 года де Леон начал экранную вражду с Уилли Ревиллеймом, что привело к Скандал с Хелло Паппи.
6 марта 2009 года Вик Сотто объявил о смерти Фрэнсиса Магалоны, скончавшегося от лейкемии, во время программы. На следующий день состоялся эпизод, посвященный Магалоне. Райан Агонсильо присоединился к шоу позже, в 2009 году, и в эфир вышел специальный выпуск, посвященный 30-летию шоу Tatlong Dekads ng Dabarkads. В 2012 году к шоу присоединилась Ризза Мэй Дизон после победы в конкурсе «Маленькая Мисс Филиппины». В 2014 году вернулись специальные постные драмы, и впервые была проведена ежегодная церемония награждения Dabarkads Awards.
В июле 2015 года вместе с сегментом Kalyeserye стартовала любовная команда AlDub, состоящая из Олдена Ричардса и Мэн Мендосы. Шоу утроило свой рейтинг в Мега-Маниле и общенациональном телевизионном рейтинге и стало ежедневной трендовой темой в социальной сети Twitter по всему миру. В 2015 году у шоу было 10 из 10 эпизодов с самым высоким рейтингом. 24 октября 2015 года на Филиппинской арене состоялся благотворительный концерт. Его хэштег, получивший название Tamang Panahon, #ALDubEBTAmangPanahon, собрал 41 миллион твитов, став наиболее используемым хэштегом в рамках шоу. 24 часа в Твиттере. Сегмент Kalyeserye завершился 17 декабря 2016 года, всего в нем 400 серий.
8 декабря 2018 года шоу переместило свою концертную студию в APT Studios в Каинте, Ризал. В марте 2020 года прием живой аудитории в студию и производство были приостановлены из-за усиленного карантина на Лусоне, вызванного пандемией COVID-19. Шоу возобновило свое программирование 8 июня 2020 года. В августе 2020 года Анхо Иллана была окончательно уволена из шоу, а в мае 2021 года последовала Руби Родригес. Майя Сальвадор присоединилась к шоу в октябре 2021 года со своим собственным сегментом DC 2021: Maja on Stage, а затем Майлз Окампо, который присоединился к шоу в марте 2022 года, они оба снялись в музыкально-комедийном сегменте Ang Alamat ng Batang Hamog с Мэн и Риззой Мэй. В феврале 2023 года к шоу присоединилась Каррен Эйструп после победы в сегменте реалити-конкурса Bida Next.

#### 2023-2024: Конфликт между TVJ и TAPE Inc., возглавляемой Ялошошем.
Новое руководство TAPE Inc. приостановило производство с 31 мая по 3 июня 2023 года после ухода первоначальных ведущих Тито Сотто, Вика Сотто и Джоуи де Леона. Коллеги-ведущие шоу — Паоло Баллестерос, Хосе Манало, Мэн Мендоса, Ризза Мэй Дизон, Уолли Байола, Райан Агонсильо и Аллан К. — и участники производства подали заявление об уходе в тот же день. Ведущая Каррен Эйструп также подтвердила свою отставку 8 июня.
Конфликт возник по нескольким вопросам, включая принудительный уход Антонио Тувьеры с поста топ-менеджера TAPE Inc., план ребрендинга Eat Bulaga!, замену давнего основного ведущего и сегментов с самым высоким рейтингом, а также сокращение заработной платы всего производственная бригада. Ромео Джалошос-младший, бывший представитель 1-го округа Замбоанга-дель-Норте, занял пост генерального директора и президента TAPE после выхода на пенсию Тувьеры, в то время как его сестра Сорайя Джалошос является вице-президентом администрации, а их сводный брат, действующий мэр города Дапитан Сет Фредерик Ялошос стал финансовым директором (CFO) компании.
7 июня 2023 года TVJ и их соведущие, в том числе Аллан К., Хосе Манало, Уолли Байола, Паоло Бальестерос, Райан Агонсильо, Мэн Мендоса, Ризза Мэй Дизон и Каррен Эйструп, объявили о переходе на TV5. 1 июля 2023 года их дневное шоу E.A.T. официальная премьера состоялась в студии 4 медиацентра TV5 в городе Мандалуйонг на фоне продолжающегося судебного разбирательства по поводу прав собственности на Eat Bulaga! товарный знак против компании TAPE, принадлежащей Jalosjos. Майлз Окампо и Аташа Мулах присоединились к актерскому составу в июле и сентябре соответственно.
С 5 июня 2023 года по 5 января 2024 года компания TAPE Inc. сообщила о 1000 акциях компании. и GMA Network продолжали использовать Eat Bulaga! ожидается ходатайство от Тито Сотто, Вика Сотто и Джоуи Де Леона об аннулировании товарного знака Eat Bulaga! компании TAPE Inc..  Ведущими шоу выступили Алекса Миро, Арра Сан Агустин, Бетонг Сумайя, Бубой Вильяр, Кэсси Легаспи, Чариз Соломон, Дасури Чой, Глайса де Кастро, Иско Морено, Кимпой Фелисиано, Кокой де Сантос, Мави Легаспи, Майкл Сагер, Паоло Контис, Уинвин Маркес и Ясир Марта, при участии Music Hero Band и BPop Idols.
Решением от 22 декабря 2023 года, вынесенным 5 января 2024 года, отделение 273 Марикинского городского областного суда первой инстанции «навсегда запретило» TAPE Inc. и GMA Network использовать товарные знаки «Eat Bulaga» и «EB», в том числе логотипы, на своих шоу, программах, проектах и рекламных акциях своих текущих программ, как и петиция Тито Сотто, Вика Сотто и Джоуи де Леона относительно дела об авторских правах на торговую марку Eat Bulaga! был предоставлен. По решению суда компания TAPE Inc. немедленно отозвала свое название «Еat Bulaga!» и переименован в Tahanang Pinakamasaya!.

### TV5 и RPTV (с 2024 г.)
6 января 2024 года шоу вернулось со своими первоначальными ведущими во главе с братьями Сотто и Де Леоном, включая Legit Dabarkads, на этот раз под управлением TVJ Productions и на TV5, после того как TAPE выполнила решение суда. Это также ознаменовало дебют Аташи Мулах на шоу после того, как она присоединилась к E.A.T. в сентябре 2023 года.
В тот же день шоу начало свою одновременную трансляцию на CNN Philippines каждую субботу, что ознаменовало возвращение развлекательного шоу в исходную сеть после того, как TV5 Network подписала соглашение с контролирующим владельцем RPN Nine Media Corporation об улучшении покрытия своей сети. После закрытия CNN на Филиппинах 31 января 2024 года трансляция шоу была перенесена на заменяющий канал RPTV и продлена до будних дней.

## Ведущие
- Тито Сотто (с 1979 г.)
- Вик Сотто (с 1979 г.)
- Джои де Леон (с 1979 г.)
- Хосе Манало (с 1994 г.)
- Аллан К. (с 1995 г.)
- Уолли Байола (с 2000 г.)
- Паоло Баллестерос (с 2001 г.)
- Райан Агонсильо (с 2009 г.)
- Ризза Мэй Дизон (с 2012 г.)
- Мэн Мендоса (с 2015 г.)
- Майлз Окампо (с 2022 г.)
- Каррен Эйструп (с 2023 г.)
- Аташа Мулах (с 2024 г.)

### С участием
- TVJ Singing Queens (с 2024 года; также известна как Sing-Eat Girls)
- Педро Бусита-младший и группа Hollow Blacks Band (с 2023 года; также известная как Pedro Band)

### Бывшие ведущие
- Айсель Сантос (2016–17)
- Айко Мелендес (1989–95)
- Ай-Ай Крыльев (1995–2000)
- Олден Ричардс (2015–23)
- Алекса Миро (2023–24)
- Алфи Лоуренс [82]
- Али Сотто (1993–94)
- Алисия Майер (2004–06)
- Эми Перес (1988–95)
- Анджо Иллана (1998–2020)
- Ариана Барук (2008)
- Арра Сент-Огастин (2023–24)
- Би Джей Форбс (2005–08)
- Басте Гранфон (2015–21)
- Бетонг Сумайя (2023–24)
- Бьянка Хэд (2022–23)
- Boom Boom Pow Boys (2009–13)
- BPop Idols (2023–24)
- Бубой Вильяр (2023–24)
- Кармина Вильяроэль (1989–98)
- Кэсси Легаспи (2023–24)
- Сес Кесада (1989)
- Чаро Сантос-Консио (1986–87)
- Чариз Соломон (2023–24)
- Чики Холлманн (1979–82)
- Кристин Джейкоб (1991–98)
- Сиара Сотто (2005–07)
- Синди Курлето (2005–07)
- Кони Кингз (1982–91)
- Кумбахерос (1982)
- Дайана Менезес (2007–12)
- Дасури Чой (2014–16; 2020–21; 2023–24)
- Рассвет Зулуэта[16]
- Дерек Рамзи (2001–04)
- Денсио Падилья (1983)
- Диана Зубири (2003–05)
- Диндун Продвинутый (1987–88)
- Донита Роуз (1996–97; 2002–03)
- Донна Круз (1995–98)
- ЭБ Бэбс (2006–19)
- Эхо Калингал (2018–20)[
- Эдгар Аллан Гузман (2006–07)
- Эрик Кизон (1992–93; 1996–98)
- Фрэнсис Магалона (1995–2009)
- Глэдис Геварра (1999–2007)
- Ледник Кастро (2023–24 гг.)
- Гретхен Барретто (1993)
- Хелен Гамбоа (1985–86)
- Хелен Вела (1982–91)
- Герберт Баптист (1989–92)
- Ледяная война (1987–97)
- Изабель Даса (2011–14)
- Иско Морено (2023–24)
- Обувь Изы (2005; 2011–12)
- Дженис Вифлеемская (начало 1990-х)
- Янно Гиббс (2001–07)
- Лонг (1997–99)
- Дженни Сикия (1997)
- Иерихон Росалес (1996–97)
- Джимми Сантос (1983–2022)
- Джои Альберт
- Jomari Yllana (2000) Скачать бесплатно Mp3
- Джон Пратс [82]
- Джойс Хименес (1997)
- Джойс Принг (2014, «Trip na Trip»)
- Джулия Кларетт (2005–16)[
- К. Бросас (2001–03)
- Кимпи де Леон (2004–16)
- Кимпой Фелисиано (2023–24)
- Девочки Китти (2009)
- Кокой Святых (2023–24)
- Крис Акино (1988–89)
- Кристине Флорендо (1998–2000)
- Бойз (2001–2006)
- Леди Ли (1990–1997)
- Лалейн Эдсон (2000)
- Лана Асанина (1999–2000)
- Шерстяная ревность (2004–2006)
- Лэнс Серрано (2013)
- Рынок шерсти (1989–1990)
- Ларри Сильва (1994)
- Лейла Кузьма (2002–2004)
- Леонард Обал (середина 1990-х)
- Линдси Хранитель (1998)
- «Длинный высокий» Говард Медина (1979–1997, закадровый голос)
- Путешественники (2013–2014)
- Лаундж Басабас (2007–09)
- Луэйн Ди (2017–19)
- Лин Чинг-Истер (1995–1998)
- Мужчины-танцоры (1980–1983)
- Мужчины Мужчины (2019–2020 гг.)
- Джинки «Мадам Лайт» Кубийян (2017)
- Майя Сальвадор (2021–23)[
- Малая Макарег (2018–19)
- Мужское влечение (1993)
- Манилин Рейнс (1985–90)
- Мэнни Дистор (1998–1999)
- Маневры (1990-е)
- Мариан Ривера (2014–15)
- Марк Ариэль Фреско (2006–2007)
- Марисель Сориано (1985–87; 1995–96)
- Морин Вроблевиц (2018–19)
- Маузи Вольфарт (1998–1999)
- Мэви Наследие (2023–24)
- Майкл Сагер (2023–24)
- Майкл В. (2003–16)
- Мишель ван Эймерен (1994)
- Микки Ферриолс (1998–2000)
- Майк Зерудо (1998–1999)
- Просо Адвинкула (1990-е)
- Мифология Йонтин (1997; 2006–09)
- Группа музыкальных героев (2016–19; 2023–24)
- Надин Шмидт (2002)
- Ниньо Мулах (начало 1990-х)
- Нова Вилла (1989–95)
- Танцоры OctoArts (1989–1992)
- Оги Алькасид (1988–89)
- Онемиг Бондок (1996–97)
- Паоло Контис (2023–24)
- Патани Ущерб (2008)
- Патрисия Фернандес (2010, официальный фотограф, Bulagaan)
- Патрисия Тумулак (2015–17)
- Полин Луна (2005–23)
- Пепе Пеппер (1980-е)
- Крыльцо (2001–02)
- Пиа Гуанио (2003–21)
- Плинки Стрейт (1989–1992)
- Попс Фернандес (1987–88)
- Присцилла Монтейро (2009–2010)
- Рэйчел Энн Вульф
- Рэнди Джеймс (1995)
- Раки Терра (2018–19)[
- Ричард Кто (2014–15)
- Ричи Д'Хорси (1979–85; 1994; 2009, Bababoom)
- Рио Диас (1990–96)
- Роберт Ортега
- Розанна Росес (1998)
- Руби Родригес (1991–2021)
- Руффа Гутьеррес (1995–98)
- Руру Мадрид (2022–23)
- Сэм Ю.Г. (2009–16)
- Саманта «Грейс» Лопес (1994–97)
- Сара Лахбати (2018)
- Девушки-сексбомбы (1999–2011)
- Шэрон Кунета (1983–84)
- Шерилин Рейес-Тан (2000–01)
- Шерил Круз (1985–89)
- Шайн Кук (Великолепный) (2014–15)
- Соленн Хойссафф (2012)
- Рынок сахара (2001–02; 2004–07)
- Саншайн Кросс (1995–96)
- Таки Сайто (2016–17)
- Таня Гарсия (2005)
- Герои Тетчи (1980-е)
- Это моя Бэ (2015–19)
- Тони Гонзага (2002–05)
- Тони Роуз Гайда (1996–2014)
- Universal Motion Dancers (1990-е)
- Вэл Сотто (1994)
- Валери Вейгманн (2013–14)
- Моральные вина
- Уинвин Маркес (2023–24)
- Ясир Марта (2023–24)
- Йойонг Мартирес (1994)
- Зорен Легаспи (1989–95)

## Тематическая песня
Первоначальная тема датируется 1982 годом и была написана Тито Сотто, Виком Сотто и Джоуи де Леоном и аранжирована Гомером Флоресом, но источник Cabinet Files уточнил PEP.ph, что Вик является композитором мелодии Eat Bulaga! Винсент Ди Бунцио написал тексты. Когда Айза Сегерра присоединилась к шоу в 1988 году и перешла в ABS-CBN в 1989 году, вторая и третья строчки второй строфы стали «Si Aiza at si Coney / Silang lahat ay nagbibigay». Вторая и третья строки строфы все еще использовались, хотя Кони покинул шоу в 1991 году, и в актерский состав были добавлены несколько актеров, таких как Джимми Сантос, Кристин Джейкоб, Руби Родригес, Леди Ли и Рио Диас. показывать.
Когда Eat Bulaga! был переведен в GMA 28 января 1995 года с изменением второй строки во второй строфе и удалением имен Айзы и Кони из текста, а также в ответ на растущую группу Eat Bulaga!. Строка звучала так: «Barkada'y dumarami». Однако в 2003 году, изменив линию, SexBomb Girls выпустили собственную версию темы Eat Bulaga! Композитор Лито Камо. Строка стала «Buong tropa ay kasali».
Во время 25-летия в 2004 году все участники спели Eat Bulaga! а в текст песни вошла строчка «Barkada'y dumarami». В ОББ в 2004 году строки были изменены на другие языки биколано, кебуано, варай-варай и тагальский.
А в 2005 году некоторые тексты были переработаны Фрэнсисом Магалоной. Строка звучит так: «Saan ka man ay halina kayo». Строки Фрэнсиса Магалоны дополняют его собственный перевод темы «Eat Bulaga!».
В 2007 году исполнял различную музыку, такую как рок, джаз, регги, дэнс-поп и хип-хоп. Первую версию исполнили Аллан, Джимми, Тони Роуз и Руби. Вторую версию исполнили Пиа, Сиара, Глэдис, Паоло, Джулия и Янно. Строчка «Ligaya sa ating buhay» исполнена Глэдис в первой версии OBB, а Джулия Кларет спела эту строчку во второй версии OBB. В третьей строчке Хосе Манало и Уолли Байола исполнили версию регги. Sugar и EB Babes спели четвертую строчку танцевальной версии. Пятую версию исполнили Би Джей, Фрэнсис М., Тери и Синди, и в нее был добавлен «Buong mundo», повторяющий четвертую строчку в песне.
В 2009 и 2014 годах он снова сменил тон на новую современную музыку.
С 2012 года и по настоящее время оригинальный тон программы используется в современной версии.
В июле 2023 года TVJ адаптировал оригинальную музыкальную тему Eat Bulaga! с небольшими изменениями, в частности удаленной фразой «Eat Bulaga!», которая затем была заменена на «Е.А.Т.». во избежание возможных проблем с товарными знаками при использовании TAPE. Тем временем на TAPE они также представили новую песню своей программы, которая до сих пор носит название Eat Bulaga! 29 июля 2023 года, после 44-летия шоу.
6 декабря 2023 г. компания E.A.T. использовала слоган «Eat Bulaga!» после того, как Ведомство интеллектуальной собственности Филиппин (IPOPHL) отменило регистрацию товарного знака TAPE Inc. для Eat Bulaga! и вынес решение в пользу Тито Сотто, Вика Сотто и Джоуи де Леона.
5 января 2024 года TVJ и Legit Dabarkads повторно использовали бывшую музыкальную тему Eat Bulaga!